# Departamento de Amazonas
Koordinaten: 1° 30′ S, 71° 30′ W
Das Departamento del Amazonas ist ein großes, aber sehr dünn besiedeltes Departamento im äußersten Süden Kolumbiens. Lediglich am Grenzfluss zu Peru gibt es eine größere Anzahl von Siedlungen.

## Geographie
Das Departamento grenzt im Osten an das Amazonasbecken Brasiliens, im Süden und Westen an Peru. Nördlich liegen die kolumbianischen Departamentos Putumayo, Caquetá und Vaupés.
Der Grenzfluss zwischen dem Departamento und Peru ist der Mittel- und Unterlauf des Río Putumayo, der unweit von Leticia in den Amazonas mündet. Hier ragt das Departamento del Amazonas mit einem schmalen Sporn 160 km nach Süden bis zum Amazonasstrom selbst, der mit Peru und Brasilien das Dreiländereck Tres Fronteras bildet.
Landwirtschaft ist der Haupterwerbszweig. Es werden Mais, Maniok, Kochbananen und Reis auf minderwertigen Böden angebaut. Weitere wirtschaftliche Rolle spielen der Fischfang, der Tourismus, der Abbau von Holz (Mahagoni, Zeder) und der Handel.
Die reichhaltige Flora und Fauna kann man im Nationalpark Amacayacu besichtigen.

## Administrative Unterteilung
Das Departamento del Amazonas besteht aus zwei Gemeinden (CM) und neun Ämtern (CD). Die Ämter sind durch das Fehlen städtischer Strukturen gekennzeichnet. Die Einwohnerzahlen sind auf Grundlage der Volkszählung 2018 des DANE angegeben, hochgerechnet für das Jahr 2022.
| Gemeinde              | Einwohnerzahl 2022 |
| --------------------- | ------------------ |
| El Encanto (CD)       | 2.111              |
| La Chorrera (CD)      | 3.004              |
| La Pedrera (CD)       | 4013               |
| La Victoria (CD)      | 673                |
| Leticia (CM)          | 52.003             |
| Mirití-Paraná (CD)    | 1.910              |
| Puerto Alegría (CD)   | 784                |
| Puerto Arica (CD)     | 1.059              |
| Puerto Nariño (CM)    | 10.705             |
| Puerto Santander (CD) | 1.801              |
| Tarapacá (CD)         | 4.005              |